# Federação Cearense de Futebol
La Federação Cearense de Futebol (en español Federación Cearense de Fútbol) es la entidad brasileña que dirige el fútbol en el Estado de Ceará, correspondiendo, además, representar a los clubes cearenses junto a la Confederación Brasileña de Fútbol (CBF).
La Associação dos Desportos do Ceará (ADC), que tomó el lugar de la Liga Metropolitana como mayor organizadora del fútbol local. El 11 de julio de 1941, la misma pasó a llamarse Federação Cearense de Desportos (FCD), por decreto del entonces presidente de la República Getúlio Vargas. El 22 de noviembre de 1972, dio origen a la actual Federação Cearense de Futebol  con el desmembramiento en varias federaciones correspondientes a los variados deportes cubiertos por la FCD.

## Competiciones organizadas

### Profesional
| Competición                    | Edición actual   | Última edición   | Campeón defensor        | Ref              |
| Fútbol masculino               | Fútbol masculino | Fútbol masculino | Fútbol masculino        | Fútbol masculino |
| ------------------------------ | ---------------- | ---------------- | ----------------------- | ---------------- |
| Campeonato Cearense            | 2025             | 2024             | Ceará (46° título)      | [ 3 ]            |
| Campeonato Cearense de Serie B | 2025             | 2024             | Tirol (1° título)       | [ 4 ]            |
| Campeonato Cearense de Serie C | 2025             | 2024             | Quixadá (1° título)     | [ 5 ]            |
| Copa Fares Lopes               | 2024             | 2023             | Ferroviário (3° título) | [ 6 ]            |
| Taça Padre Cícero              | 2025             | 2024             | Maracaña (1° título)    | [ 7 ]            |
| Fútbol femenino                |                  |                  |                         |                  |
| Campeonato Cearense Femenino   | 2024             | 2023             | Ceará (5º título)       | [ 8 ]            |

### Categorías inferiores
Fútbol Masculino
- Campeonato Cearense Sub-20
- Campeonato Cearense Sub-17
- Campeonato Cearense Sub-15
- Campeonato Cearense Sub-13
- Copa Manjadinho Sub-11 y Sub-14
- Taça FCF Sub-20

Fútbol Femenino
- Campeonato Cearense Sub-20
- Campeonato Cearense Sub-17

## Clubes Cearenses en competiciones
| Competición                  | Temporada 2025 |
| ---------------------------- | -------------- |
| Série A                      | Ceará SC       |
| Série A                      | Fortaleza EC   |
| Série B                      | —              |
| Série C                      | Floresta EC    |
| Serie D                      | Ferroviário AC |
| Serie D                      | Horizonte FC   |
| Serie D                      | AD Iguatu      |
| Serie D                      | Maracanã EC    |
| Copa de Brasil               | Ceará SC       |
| Copa de Brasil               | Fortaleza EC   |
| Copa de Brasil               | Maracanã EC    |
| Copa de Brasil               | Ferroviário AC |
| Copa Libertadores de América | Fortaleza EC   |
| Copa Sudamericana            | —              |
| Copa do Nordeste             | Ceará SC       |
| Copa do Nordeste             | Ferroviário AC |
| Copa do Nordeste             | Fortaleza EC   |
| Copa do Nordeste             | Maracanã EC    |

## Clubes cearenses en el Ranking CBF
- Actualizado el 13 de diciembre de 2024.[9]

| Pos. | Comparación | Club              | Puntos | Campeonato Brasileño 2025 | Campeonato Cearense 2025 |
| ---- | ----------- | ----------------- | ------ | ------------------------- | ------------------------ |
| 9°   | Sin cambios | Fortaleza         | 11.616 | Serie A                   | Serie A                  |
| 22°  | (4)         | Ceará             | 7.188  | Serie A                   | Serie A                  |
| 51°  | (2)         | Ferroviário       | 2.281  | Serie D                   | Serie A                  |
| 61°  | (1)         | Floresta          | 1.652  | Serie C                   | Serie A                  |
| 85°  | (4)         | Atlético Cearense | 973    | —                         | Serie B                  |
| 92°  | (30)        | Iguatu            | 864    | Serie D                   | Serie A                  |
| 131° | (22)        | Caucaia           | 421    | —                         | Serie B                  |
| 140° | (13)        | Pacajus           | 357    | —                         | Serie C                  |
| 153° | (81)        | Maracanã          | 255    | Serie D                   | Serie A                  |
| 168° | (22)        | Guarany de Sobral | 229    | —                         | Serie C                  |
| 170° | (27)        | ADRC Icasa        | 228    | —                         | Serie B                  |
| 195° | (15)        | Crato             | 153    | —                         | Serie B                  |
| 238° | (3)         | Barbalha          | 15     | —                         | Serie A                  |

## Ranking CONMEBOL
- Actualizado el 16 de diciembre de 2024.[10]

| Pos. | Comparación | Club      | Puntos |
| ---- | ----------- | --------- | ------ |
| 37°  | (2)         | Fortaleza | 2077,1 |
| 64°  | (1)         | Ceará     | 697,2  |

## Ranking nacional de federaciones
- Actualizado el 13 de diciembre de 2024.

| Año  | Puntuación | Posición | Comparación |
| ---- | ---------- | -------- | ----------- |
| 2018 | 11.947     | 10°      | Sin cambios |
| 2019 | 13.664     | 10°      | Sin cambios |
| 2020 | 16.853     | 10°      | Sin cambios |
| 2021 | 21.084     | 8°       | (2)         |
| 2022 | 25.595     | 7°       | (1)         |
| 2023 | 28.914     | 6°       | (1)         |
| 2024 | 27.956     | 6°       | Sin cambios |
| 2025 | 26.310     | 6°       | Sin cambios |

## Ranking FCF
Ranking profesional publicado en 2024, válido para 2025.
| Posição | Posição     | Club                | Ciudad            | Puntos |
| En 2024 | En 2023     | Club                | Ciudad            | Puntos |
| ------- | ----------- | ------------------- | ----------------- | ------ |
| 1º      | Sin cambios | Fortaleza           | Fortaleza         | 9.967  |
| 2º      | Sin cambios | Ceará               | Fortaleza         | 8.823  |
| 3º      | Sin cambios | Ferroviário         | Fortaleza         | 7.240  |
| 4º      | Sin cambios | Caucaia             | Caucaia           | 5.677  |
| 5º      | Sin cambios | Atlético Cearense   | Fortaleza         | 5.645  |
| 6º      | (3)         | Floresta            | Fortaleza         | 5.227  |
| 7º      | (1)         | Iguatu              | Iguatu            | 5.158  |
| 8º      | (4)         | Maracanã            | Maracanaú         | 4.398  |
| 9º      | (3)         | Pacajus             | Pacajus           | 4.357  |
| 10º     | (3)         | Icasa               | Juazeiro do Norte | 3.951  |
| 11º     | Sin cambios | Barbalha            | Barbalha          | 3.832  |
| 12º     | (3)         | Horizonte           | Horizonte         | 3.146  |
| 13º     | Sin cambios | Guarani de Juazeiro | Juazeiro do Norte | 2.906  |
| 14º     | (4)         | Guarany de Sobral   | Sobral            | 2.624  |
| 15º     | (1)         | Crato               | Crato             | 2.512  |
| 16º     | (5)         | Tirol               | Fortaleza         | 2.456  |
| 17º     | (1)         | Itapipoca           | Itapipoca         | 2.062  |
| 18º     | (2)         | Pacatuba            | Pacatuba          | 2.022  |
| 19º     | (2)         | Tiradentes          | Fortaleza         | 2.020  |
| 20º     | (1)         | Maranguape          | Maranguape        | 1.874  |
| 21º     | (1)         | Cariri              | Juazeiro do Norte | 1.862  |
| 22º     | (3)         | EC Limoeiro         | Limoeiro do Norte | 979    |
| 23º     | (1)         | Crateús             | Crateús           | 968    |
| 24º     | (3)         | Terra e Mar         | Fortaleza         | 837    |
| 25º     | (1)         | Itarema             | Itarema           | 760    |
| 26º     | (3)         | União               | Fortaleza         | 734    |
| 27°     | (6)         | Quixada             | Quixadá           | 650    |
| 28º     | (1)         | Tianguá             | Tianguá           | 550    |
| 29º     | (5)         | Acopiara Academy    | Acopiara          | 548    |
| 30°     | (1)         | Aliança             | Fortaleza         | 534    |
| 31º     | (3)         | Calouros do Ar      | Fortaleza         | 366    |
| 32°     | Sin cambios | Anjos do Céu        | Fortaleza         | 201    |
| 32º     | (2)         | Arsenal de Caridade | Caridade          | 201    |